# Charles-Armand de Rougé
Charles-Armand de Rougé né à Paris le 29 août 1917, est un aspirant militaire français mort le 10 juin 1940 lors de la défense de Château-Thierry (Aisne). Son nom a été donné en 1950 à un pont de la ville.

## Biographie
Charles-Armand de Rougé naît dans le 16e arrondissement de Paris le 29 août 1917.
En 1939-1940, mobilisé comme aspirant, il prend part à la bataille de France.
Il défend notamment Chateau-Thierry.
Le 10 juin 1940 le pont situé à l'emplacement de celui qui porte aujourd'hui son nom est détruit une seconde fois (comme en 1918) par l'armée française afin de stopper l’avancée allemande. 
L’aspirant de Rougé s'était pourtant porté volontaire pour défendre le pont et demeurer sur place.
Mais, alors que l'aspirant de Rougé défend la partie sud de Château-Thierry avec ses hommes, sa voiture blindée est touchée par un tir allemand, il est tué rue Carnot par le feu de fusils et de mitraillettes. 

## Hommages
- Un nouveau pont reconstruit en 1950 est baptisé « pont Aspirant-de-Rougé »[2].
- En 2008 un médaillon commémoratif a été posé rue Carnot à Château-Thierry.
- Une promotion d’élèves officiers de réserve porte le nom : « Promotion Aspirant de Rougé ».

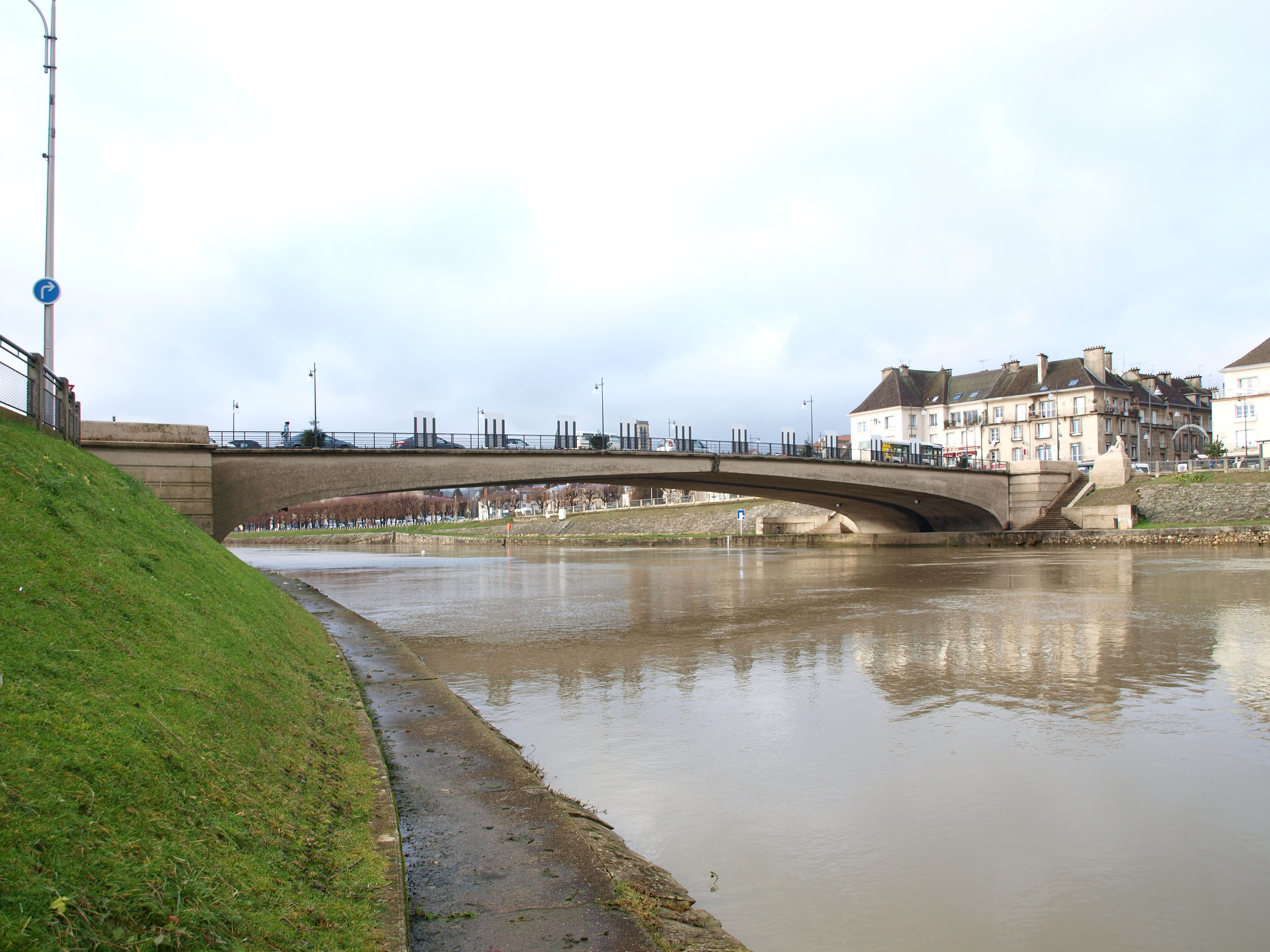
Le pont Aspirant-de-Rougé à Château-Thierry
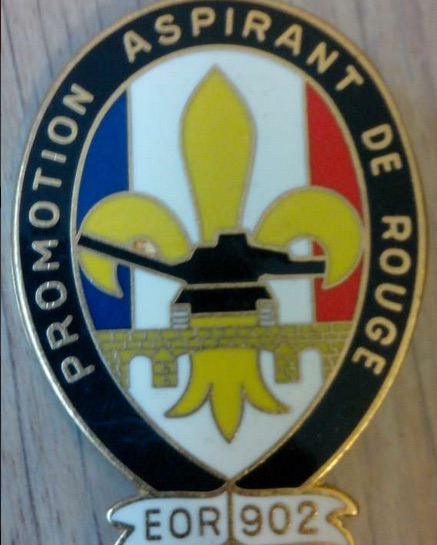
Insigne EOR, Promotion Aspirant de Rougé
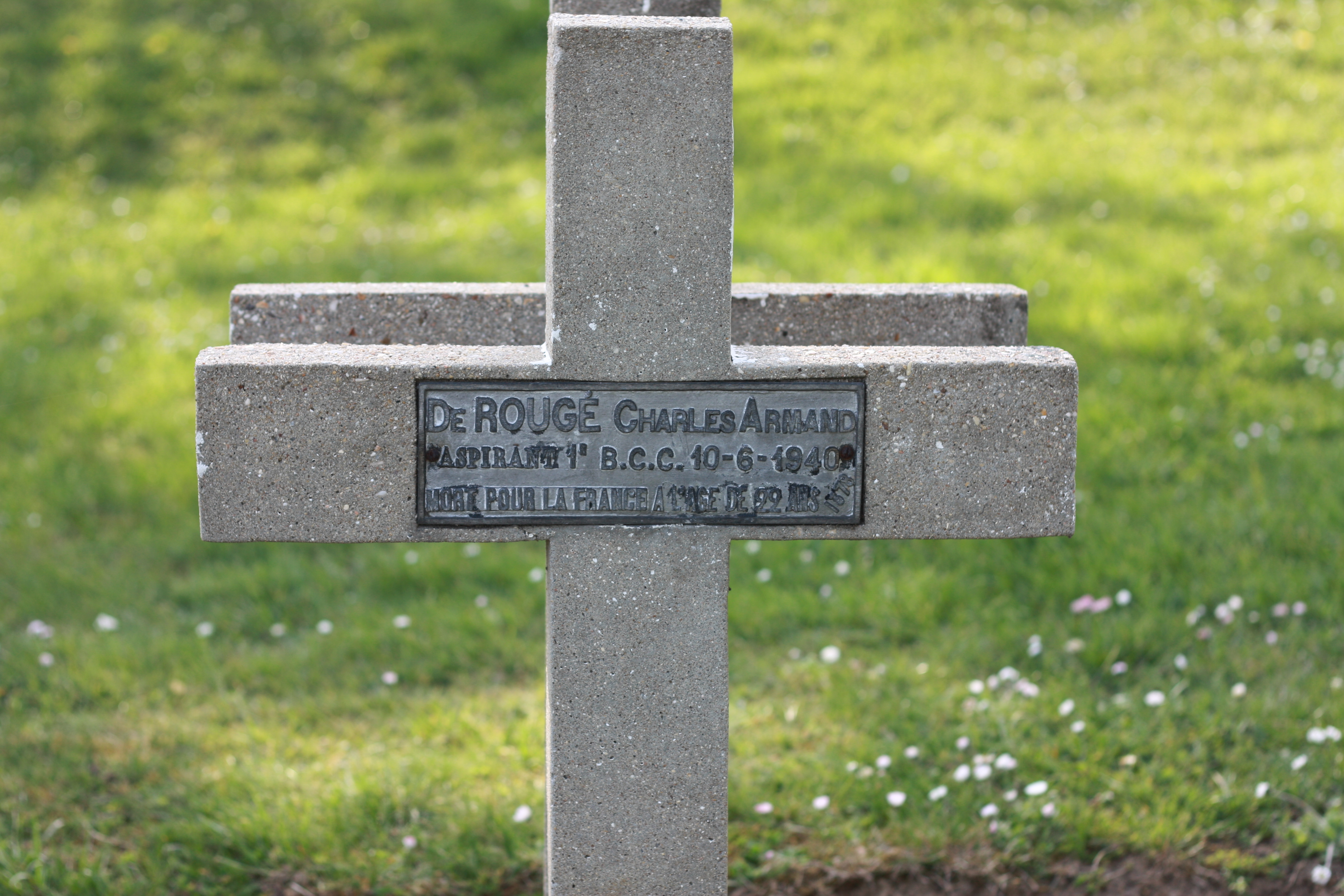
Château-Thierry : nécropole nationale 'Chesnaux' - Tombe de l’aspirant de Rougé